# Bacillus wiedmannii
Bacillus wiedmannii ist ein fakultativ anaerober Sporenbildner aus der Gattung Bacillus, welche der Bacillus-cereus-Gruppe zugeordnet wird. Er wurde erstmals aus einem Rohmilchtank in einer Milchpulverfabrik im Nordosten der USA isoliert. Das Bakterium wächst zwischen 5 °C und 43 °C, optimal zwischen 20 °C und 40 °C. Es zeigt die Lecithinase-Reaktion auf Eigelb-Agar. Es kann Casein und Stärke hydrolysieren. Eine Unterscheidungsmöglichkeit zu anderen Mitgliedern der B.-cereus-Gruppe ist das Unvermögen Saccharose in Säure zu fermentieren und das Fehlen einer Arginindihydrolase.